# Hypocykloida

konstrukce hypocykloidy (asteroidy)

Hypocykloida (z řec. hypo-, pod- a kyklos, kruh) je rovinná křivka opisovaná bodem pohyblivé kružnice k1, která se beze skluzu kutálí zevnitř po větší kružnici k2. Je-li poměr poloměrů obou kružnic p = k2/k1 racionální číslo, hypocykloida se dříve nebo později uzavře. Pokud se hypocykloida, resp. obě kružnice realizují ozubenými koly, je tato podmínka vždy splněna. Je-li p = k2/k1 = 2, splyne vzniklá hypocykloida s poloměrem kružnice k2, je-li poměr p = 4 vznikne asteroida, čtyřcípá křivka podobná káru v kartách (viz obrázek).
Pokud by se kružnice k1 valila po k2 zvenčí, vzniká epicykloida s podobnými vlastnostmi.